# Зелёный Под (Каховский район)
Зеленый Под (укр. Зелений Під, до 2016 г. Червоный Перекоп): степное поселение в Каховском районе Херсонской области Украины.
Центр Зеленоподской сельской общины.
Стадион, ПТУ.
Население по переписи 2001 года составляло 1125 человек. Почтовый индекс — 74853. Телефонный код — 5536. Код КОАТУУ — 6523585501.

## Местный совет
74853, Херсонская обл., Каховский р-н, пос. Зелёный Под